# Alessi (personaggio)
Alessi è una figura letteraria, di cui si fa menzione nella seconda delle Bucoliche virgiliane.
Alessi è un bellissimo schiavetto, oggetto del desiderio di due uomini. Uno è il suo padrone, il ricco Iolla; l'altro è il pastore Coridone. Alessi si decide per Iolla, suscitando in Coridone tristezza e sdegno.